# Constitution des Athéniens (Aristote)

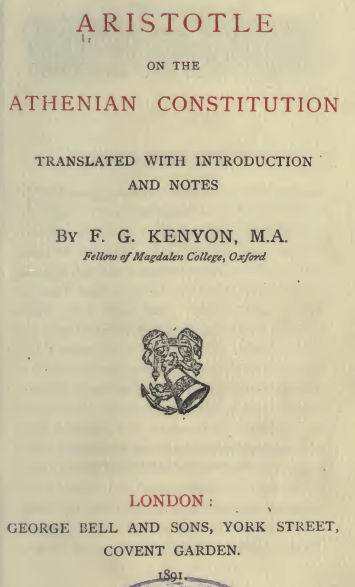
La Constitution des Athéniens

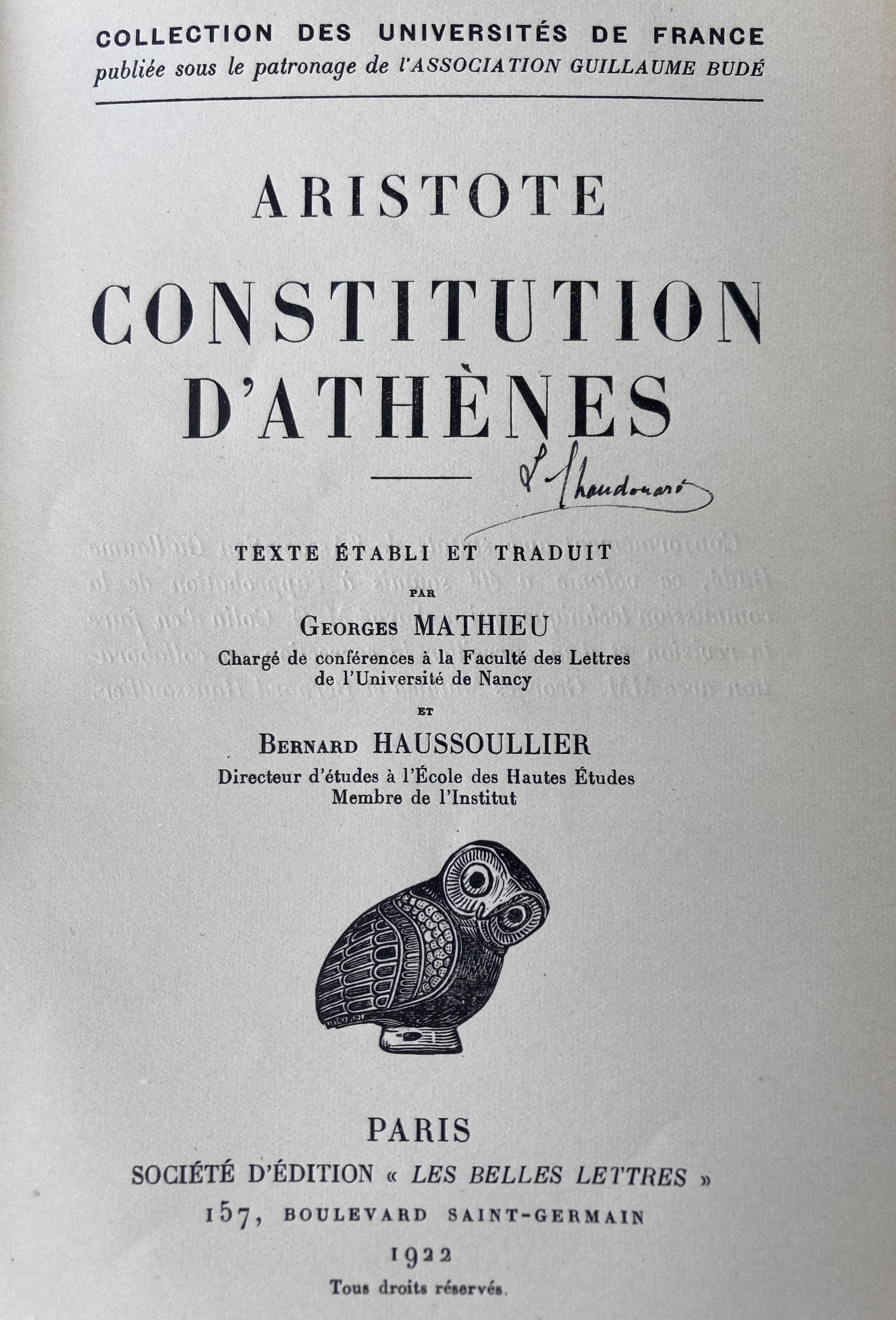
Constitution d'Athènes, traduction française publiée en 1922.

La Constitution des Athéniens (en grec ancien : Ἀθηναίων πολιτεία / Athênaíôn politeía ; en latin : De Atheniensium republica) est une œuvre de philosophie politique et d'histoire attribuée dès l'Antiquité à Aristote et à ses disciples. Elle décrit l'évolution du régime politique de l'Athènes antique depuis l'époque archaïque jusqu' à l'époque du régime des Trente en 403 av. J.-C.
Elle aurait été rédigée entre les années 329 et 326-324 av. J.-C. ; en effet, il est fait mention au chapitre LIV, § 7 de cette œuvre, de l'archonte Céphisophon, qui fut en fonction en -329/328, le texte a donc été écrit après cette date,. L'œuvre fut redécouverte sur un rouleau de papyrus d'Oxyrhynque, édité et publié en 1891 et actuellement conservé à la British Library. Une petite partie de l'œuvre survit également sur deux feuilles d'un codex de papyrus, découvert dans le Fayoum en 1879 et conservé au Musée Egyptien de Berlin. 

## Présentation générale

### Contenu
Aristote inaugure dans la Constitution des Athéniens une recherche qu'il a voulu aussi scientifique que possible de l'évolution politique d'Athènes : le savant fait passer ses préférences personnelles toujours derrière la recherche de la vérité, du moins dans l'histoire du VIe siècle av. J.-C., correspondant aux premiers chapitres qui firent l'objet d'une révision rigoureuse ; si Aristote apparaît injuste à l'égard de la démocratie du Ve siècle av. J.-C., c'est que les derniers chapitres n'ont pas été révisés aussi soigneusement, en raison sans doute de l'exil du philosophe à Chalcis et de sa mort en 322 av. J.-C..

### Historique de publication
La question demeure de savoir si l'ouvrage a été écrit par Aristote lui-même. Le travail était, au sein de l'école péripatéticienne, exercé en commun. Cela suppose que, pour les œuvres les plus importantes comme la Constitution d'Athènes, les disciples n'étaient chargés que du travail de recherches, Aristote surveillant et coordonnant ce travail, et rédigeant seul le texte. L'ouvrage est, si ce n'est du philosophe lui-même, au moins de son obédience.
Le texte est issu de l’un des Papyri d'Oxyrhynque, trouvé en 1891 en Égypte, dans la région d'Hermopolis. Publié l’année suivante, puis acheté par le Musée égyptien de Berlin, ensuite par le British Museum en 1889, le texte, de piètre allure mais bien conservé, fut immédiatement attribué à Aristote. En effet, Diogène Laërce fournit la liste des œuvres du philosophe dans laquelle il mentionne 158 constitutions de cités grecques. 

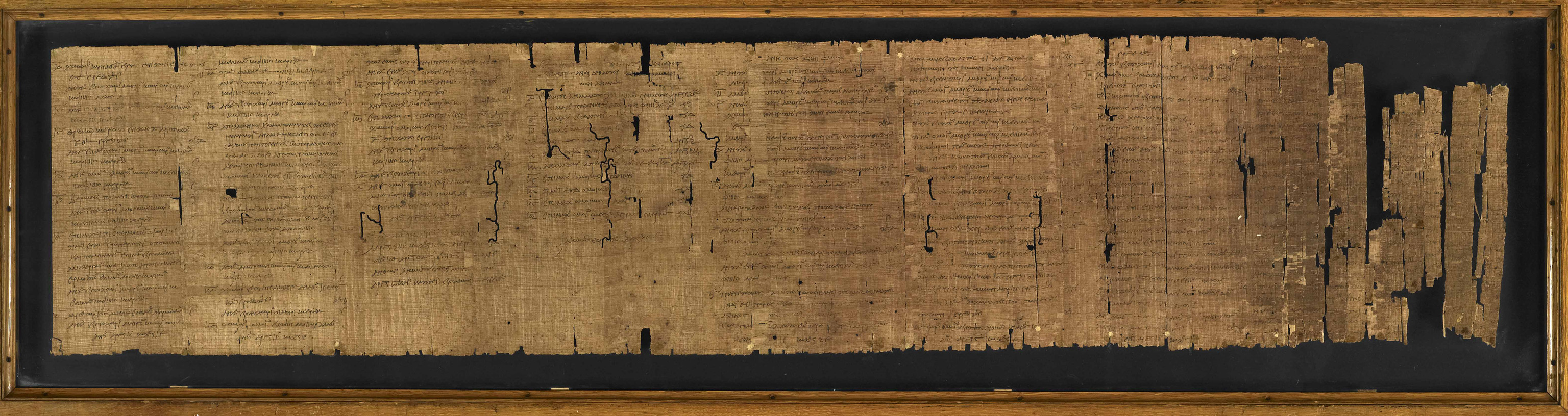
Manuscrit de la Constitution d'Athènes, attribuée à Aristote, exposé à la British Library (Papyrus 131)

Le texte fut édité pour la première fois en 1891 par sir Frederic G. Kenyon, papyrologue. Peu de temps après naquit une inutile polémique sur la paternité de l'œuvre. Mais aujourd'hui, pour les savants et les hellénistes, l'œuvre est bien d'Aristote, même si elle relève d'un travail collectif, d'usage au sein de l'école péripatéticienne ; l'examen du texte « ne révèle rien qui ne puisse avoir été écrit par Aristote ».

## Résumé

### Première partie: histoire de la Constitution d'Athènes
La première partie de l'ouvrage, qui s'étend du chapitre I au chapitre XLI, constitue un récit des différentes évolutions de la constitution des Athéniens. Aristote commence au procès des Alcméonides, en -632, et va jusqu'en 403 av. J.-C. L'auteur s'appuie en particulier sur les œuvres d'Hérodote, de Thucydide et d'Androtion, entre autres, sans qu'il ne s'asservisse à aucun d'eux.
Le philosophe puise aussi des renseignements dans des œuvres d'argumentation partisane pour la lutte politique, et dans des documents officiels, ou, quand ceux-ci lui font défaut, dans les institutions subsistantes qu'il tente d'interpréter. Les sources auxquelles il a recours étant parfois en désaccord du fait de leur partialité, soit en faveur des démocrates, soit des oligarques, Aristote cherche dans la plupart des cas à les concilier en retenant en chacune d'elles ce qu'il pense être leur part de vérité ; malgré les disparates ou les contradictions qui peuvent résulter d'une telle méthode.

### Deuxième partie: exposé des institutions athéniennes

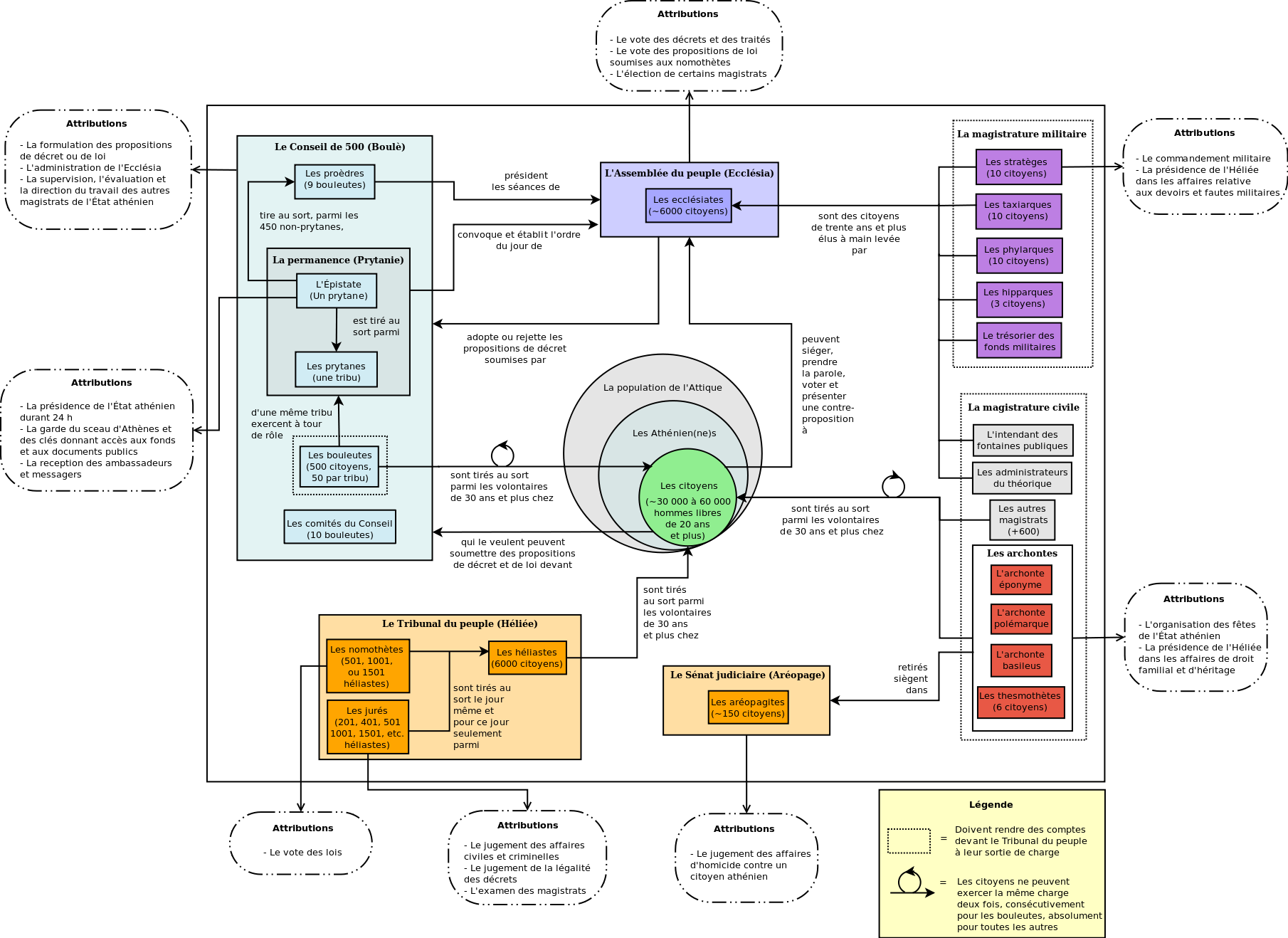
Répartition des pouvoirs politiques dans l'Athènes démocratique au av. J.-C.

La seconde partie de l'ouvrage traite des institutions de la cité. Aristote s'intéresse d'abord au droit de cité, ce qui inclut les conditions d'accès à la citoyenneté, puis il aborde les questions liées à l'organisation des institutions, comme la Boulè, les magistratures et enfin les tribunaux.

## Postérité
La Constitution des Athéniens fut connue dès l'Antiquité dans la Grèce antique. Elle servit de base à d'autres ouvrages du même type touchant à d'autres constitutions de Grèce. L’œuvre a connu une grande postérité à l'époque moderne, où elle est utilisée comme source au sujet du fonctionnement des institutions d'Athènes.